# Veralisieren
Das Veralisieren (auch hartvernickeln) ist eine vom schweizerischen Unternehmen Veralit AG (Schlieren, Kanton Zürich) begründete Technik der Dickschicht-Vernickelung.
Es handelt sich um eine galvanische (elektro-chemische) Beschichtung mit Nickel, die sich durch eine extrem gute Verankerung im Grundwerkstoff auszeichnet. Die Technik hat sich sowohl im Korrosions- und Oberflächenschutz von stark beanspruchten Bauteilen, wie auch bei der Instandsetzung von partiell fehlbearbeiteten, bzw. verschlissenen Maschinenteilen bestens bewährt.
Die Schwierigkeit liegt darin, dass der Galvaniseur eine zähe und nicht harte Nickelschicht aufbauen muss.